# Project Pigeon
A Project Pigeon (galamb projekt), más néven Project Orcon (az organic control, azaz szerves irányítás kifejezésből) egy második világháborús katonai kutatási program volt az Amerikai Egyesült Államokban galambok által vezérelt rakéták kifejlesztésére. A programot Burrhus Frederic Skinner, a híres behaviorista találta ki és irányította.
Az elképzelés szerint a rakéták orrába egy optikai lencsét építettek volna, ami a galambok előtti képernyőre vetíti külvilág képét; az operáns kondicionálással erre idomított galambok pedig csőrükkel a célpontra koppintanak. Ha a koppintás nem a kép közepét éri, a képernyő elbillen és a rakéta irányt vált. Egy-egy rakétát három galamb irányított volna többségi döntéssel.
A National Defense Research Committee, bár kételkedett az ötlet kivitelezhetőségében, 25 000 dollárt adott a kutatásra. Végül azonban Skinner terve, hogy galambokkal irányíttassa a Pelican rakétákat, túl radikális volt a katonai vezetés számára: a javaslatot nem vették komolyan, noha az idomítás nem volt eredménytelen. A kutatást 1944 őszén leállították; 1948-ban rövid időre újra feltámasztották, majd 1953-ban végleg bezárták.

## Lásd még
- denevérbomba
- tankelhárító kutya
- katonasági állatok

## Külső hivatkozások
- Project Orcon
- National Museum of American History